# Наседле
Наседле (пол. Nasiedle) — село в Польщі, у гміні Кетш Ґлубчицького повіту Опольського воєводства.
Населення — 396 осіб (2011).

## Демографія
Демографічна структура станом на 31 березня 2011 року:
|          | Загалом | Допрацездатний вік | Працездатний вік | Постпрацездатний вік |
| -------- | ------- | ------------------ | ---------------- | -------------------- |
| Чоловіки | 198     | 49                 | 132              | 17                   |
| Жінки    | 198     | 44                 | 114              | 40                   |
| Разом    | 396     | 93                 | 246              | 57                   |